# Derde klasse 1928-29 (voetbal België)
Het seizoen 1928/29 was de derde editie van de Belgische Derde Klasse. De competitie vond plaats tussen september 1928 en juni 1929. De officiële naam destijds was Promotion (Bevordering of Promotie). De 42 deelnemende ploegen waren onderverdeeld in 3 reeksen van 14 ploegen. SK Roeselare, R. Charleroi SC en Racing FC Montegnée werden kampioen en promoveerden naar de Eerste afdeling.

## Gedegradeerde teams
Deze teams waren gedegradeerd uit de Eerste Afdeling 1927-28 voor de start van het seizoen:
- Courtrai Sport (12e) degradeerde na één seizoen in 2e nationale.
- Oude God Sport (voorlaatste) degradeerde na vijf seizoenen in 2e nationale.
- Fléron FC (laatste) degradeerde na één seizoen in 2e nationale.

## Gepromoveerde teams
Volgende negen teams waren gepromoveerd uit de regionale afdelingen voor de start van het seizoen. Vijf clubs maakten hun debuut in de nationale reeksen. SV Audenaerde was  in het seizoen 1924-25 reeds in 2e nationale uitgekomen.
- RSC Méninois
- Standard FC Bouillon[1]
- Turnhoutsche SK HIH
- Sint-Truidensche VV
- SC Louvain
- US Tournaisienne promoveerde na één seizoen terug naar 3e nationale.
- Stade Waremmien promoveerde na één seizoen terug naar 3e nationale.
- Entente Tamines promoveerde na één seizoen terug naar 3e nationale.
- SV Audenaerde

## Deelnemende teams
Deze ploegen speelden in het seizoen 1928-1929 in Bevordering. Bij elke ploeg wordt het stamnummer aangegeven. De nummers komen overeen met de plaats in de eindrangschikking. 
Courtrai Sport, Charleroi SC, Stade Louvaniste, FC Sérésien en AA Termondoise werden koninklijk en wijzigden hun namen in respectievelijk R. Courtrai Sport (Royal Courtrai Sport), R. Charleroi SC (Royal Charleroi Sporting Club), R. Stade Louvaniste (Royal Stade Louvaniste), RFC Sérésien (Royal Football Club Sérésien) en ARA Termondoise (Association Royale Athlétique Termondoise).

### Reeks A
| Stam- nummer | Club                       | Plaats       |    |
| ------------ | -------------------------- | ------------ | -- |
| 134          | SK Roeselare               | Roeselare    | 1  |
| 19           | R. Courtrai Sport          | Kortrijk     | 2  |
| 101          | Knokke FC                  | Knokke       | 3  |
| 285          | Hoboken SK                 | Hoboken      | 4  |
| 48           | SV Blankenberghe           | Blankenberge | 5  |
| 36           | RC Tournaisien             | Doornik      | 6  |
| 84           | Borgerhoutsche SK          | Borgerhout   | 7  |
| 46           | FC Renaisien               | Ronse        | 8  |
| 81           | SV Audenaerde              | Oudenaarde   | 9  |
| 221          | Sint-Niklaassche SK        | Sint-Niklaas | 10 |
| 26           | US Tournaisienne           | Doornik      | 11 |
| 57           | ARA Termondoise            | Dendermonde  | 12 |
| 29           | Sint-Ignatius SC Antwerpen | Antwerpen    | 13 |
| 56           | RSC Méninois               | Menen        | 14 |

| 1 2 3 4 5 6 7 8 9 10 11 12 13 14 Geografische verspreiding clubs |

### Reeks B
| Stam- nummer | Club                      | Plaats      |    |
| ------------ | ------------------------- | ----------- | -- |
| 22           | R. Charleroi SC           | Charleroi   | 1  |
| 68           | Oude God Sport            | Mortsel     | 2  |
| 82           | AS Herstalienne           | Herstal     | 3  |
| 246          | Olympic Club de Charleroi | Charleroi   | 4  |
| 451          | CS de Schaerbeek          | Schaarbeek  | 5  |
| 44           | AEC Mons                  | Bergen      | 6  |
| 127          | Entente Tamines           | Sambreville | 7  |
| 190          | Stade Waremmien FC        | Borgworm    | 8  |
| 40           | US de Liège               | Luik        | 9  |
| 39           | FC Humbeek                | Humbeek     | 10 |
| 306          | FC Zwarte Leeuw Vilvoorde | Vilvoorde   | 11 |
| 143          | Jeunesse Arlonaise        | Aarlen      | 12 |
| 42           | Ixelles SC                | Elsene      | 13 |
| 328          | Standard FC Bouillon      | Bouillon    | 14 |

| 1 2 3 4 5 6 7 8 9 10 11 12 13 14 Geografische verspreiding clubs |

### Reeks C
| Stam- nummer | Club                 | Plaats        |    |
| ------------ | -------------------- | ------------- | -- |
| 77           | Racing FC Montegnée  | Saint-Nicolas | 1  |
| 18           | R. Stade Louvaniste  | Leuven        | 2  |
| 23           | RFC Bressoux         | Luik          | 3  |
| 43           | Cappellen FC         | Kapellen      | 4  |
| 210          | Turnhoutsche SK HIH  | Turnhout      | 5  |
| 37           | Excelsior FC Hasselt | Hasselt       | 6  |
| 132          | RC Tirlemont         | Tienen        | 7  |
| 65           | Hasseltse VV         | Hasselt       | 8  |
| 17           | RFC Sérésien         | Seraing       | 9  |
| 108          | La Jeunesse d'Eupen  | Eupen         | 10 |
| 33           | Fléron FC            | Fléron        | 11 |
| 206          | Victoria FC Louvain  | Leuven        | 12 |
| 373          | Sint-Truidensche VV  | Sint-Truiden  | 13 |
| 223          | SC Louvain           | Leuven        | 14 |

| 1 2 3 4 5 6 7 8 9 10 11 12 13 14 Geografische verspreiding clubs |

## Eindstanden
| Legende                                  |
| ---------------------------------------- |
| Kampioen + promotie naar Eerste Afdeling |
| Degradatie naar Provinciale reeksen      |

### Bevordering A
|   |    |                            | P  | W  | G | V  | +  | -   | DS  | Ptn |
| - | -- | -------------------------- | -- | -- | - | -- | -- | --- | --- | --- |
| K | 1  | SK Roeselare               | 26 | 14 | 7 | 5  | 58 | 38  | 20  | 35  |
|   | 2  | R. Courtrai Sport          | 26 | 16 | 2 | 8  | 72 | 34  | 38  | 34  |
|   | 3  | Knokke FC                  | 26 | 13 | 4 | 9  | 89 | 58  | 31  | 30  |
|   | 4  | Hoboken SK                 | 26 | 14 | 2 | 10 | 64 | 44  | 20  | 30  |
|   | 5  | SV Blankenberghe           | 26 | 12 | 6 | 8  | 52 | 55  | -3  | 30  |
|   | 6  | RC Tournaisien             | 26 | 12 | 5 | 9  | 56 | 41  | 15  | 29  |
|   | 7  | Borgerhoutsche SK          | 26 | 11 | 7 | 8  | 51 | 42  | 9   | 29  |
|   | 8  | FC Renaisien               | 26 | 12 | 5 | 9  | 61 | 52  | 9   | 29  |
|   | 9  | SV Audenaerde              | 26 | 11 | 6 | 9  | 52 | 52  | 0   | 28  |
|   | 10 | Sint-Niklaassche SK        | 26 | 13 | 2 | 11 | 58 | 71  | -13 | 28  |
| T | 11 | US Tournaisienne           | 26 | 9  | 8 | 9  | 50 | 45  | 5   | 26  |
| T | 12 | ARA Termondoise            | 26 | 10 | 6 | 10 | 42 | 51  | -9  | 26  |
| D | 13 | Sint-Ignatius SC Antwerpen | 26 | 3  | 3 | 20 | 51 | 92  | -41 | 9   |
| D | 14 | RSC Méninois               | 26 | 0  | 1 | 25 | 24 | 105 | -81 | 1   |

P: wedstrijden gespeeld, W: wedstrijden gewonnen, G: gelijke spelen, V: wedstrijden verloren, +: gescoorde doelpunten, -: doelpunten tegen, DS: doelsaldo, Ptn: totaal punten
 K: kampioen en promotie, T: Testwedstrijd voor behoud, D: degradatie
Testwedstrijd voor behoud
| Datum      | Wedstrijd        | Wedstrijd | Wedstrijd       | Uitslag | Opmerking                                                                  |
| ---------- | ---------------- | --------- | --------------- | ------- | -------------------------------------------------------------------------- |
| 09.06.1929 | US Tournaisienne | -         | ARA Termondoise | 2 - 1   | US Tournaisienne verzekert zich van het behoud, ARA Termondoise degradeert |

### Bevordering B
|   |    |                           | P  | W  | G | V  | +  | -   | DS   | Ptn |
| - | -- | ------------------------- | -- | -- | - | -- | -- | --- | ---- | --- |
| K | 1  | R. Charleroi SC           | 26 | 21 | 2 | 3  | 83 | 23  | 60   | 44  |
|   | 2  | Oude God Sport            | 26 | 17 | 5 | 4  | 93 | 44  | 49   | 39  |
|   | 3  | AS Herstalienne           | 26 | 16 | 5 | 5  | 79 | 35  | 44   | 37  |
|   | 4  | Olympic Club de Charleroi | 26 | 16 | 4 | 6  | 86 | 34  | 52   | 36  |
|   | 5  | CS de Schaerbeek          | 26 | 14 | 4 | 8  | 77 | 55  | 22   | 32  |
|   | 6  | AEC Mons                  | 26 | 12 | 6 | 8  | 54 | 43  | 11   | 30  |
|   | 7  | Entente Tamines           | 26 | 9  | 6 | 11 | 57 | 51  | 6    | 24  |
|   | 8  | Stade Waremmien FC        | 26 | 8  | 6 | 12 | 64 | 56  | 8    | 22  |
|   | 9  | US de Liège               | 26 | 8  | 6 | 12 | 57 | 52  | 5    | 22  |
|   | 10 | FC Humbeek                | 26 | 8  | 5 | 13 | 76 | 74  | 2    | 21  |
|   | 11 | FC Zwarte Leeuw Vilvoorde | 26 | 8  | 5 | 13 | 43 | 53  | -10  | 21  |
| D | 12 | Jeunesse Arlonaise        | 26 | 9  | 1 | 16 | 58 | 87  | -29  | 19  |
| D | 13 | Ixelles SC                | 26 | 7  | 3 | 16 | 44 | 65  | -21  | 17  |
| D | 14 | Standard FC Bouillon      | 26 | 0  | 0 | 26 | 22 | 221 | -199 | 0   |

P: wedstrijden gespeeld, W: wedstrijden gewonnen, G: gelijke spelen, V: wedstrijden verloren, +: gescoorde doelpunten, -: doelpunten tegen, DS: doelsaldo, Ptn: totaal punten
 K: kampioen en promotie, D: degradatie

### Bevordering C
|   |    |                      | P  | W  | G | V  | +  | -  | DS  | Ptn |
| - | -- | -------------------- | -- | -- | - | -- | -- | -- | --- | --- |
| K | 1  | Racing FC Montegnée  | 26 | 18 | 3 | 5  | 75 | 31 | 44  | 39  |
|   | 2  | R. Stade Louvaniste  | 26 | 16 | 6 | 4  | 66 | 32 | 34  | 38  |
|   | 3  | RFC Bressoux         | 26 | 15 | 3 | 8  | 64 | 54 | 10  | 33  |
|   | 4  | Cappellen FC         | 26 | 15 | 1 | 10 | 50 | 58 | -8  | 31  |
|   | 5  | Turnhoutsche SK HIH  | 26 | 13 | 3 | 10 | 81 | 68 | 13  | 29  |
|   | 6  | Excelsior FC Hasselt | 26 | 10 | 8 | 8  | 50 | 42 | 8   | 28  |
|   | 7  | RC Tirlemont         | 26 | 11 | 5 | 10 | 48 | 39 | 9   | 27  |
|   | 8  | Hasseltse VV         | 26 | 8  | 9 | 9  | 60 | 60 | 0   | 25  |
|   | 9  | RFC Sérésien         | 26 | 10 | 5 | 11 | 43 | 47 | -4  | 25  |
|   | 10 | La Jeunesse d'Eupen  | 26 | 10 | 4 | 12 | 67 | 58 | 9   | 24  |
|   | 11 | Fléron FC            | 26 | 9  | 2 | 15 | 51 | 69 | -18 | 20  |
| D | 12 | Victoria FC Louvain  | 26 | 6  | 7 | 13 | 36 | 55 | -19 | 19  |
| D | 13 | Sint-Truidensche VV  | 26 | 6  | 3 | 17 | 35 | 73 | -38 | 15  |
| D | 14 | SC Louvain           | 26 | 4  | 3 | 19 | 27 | 67 | -40 | 11  |

P: wedstrijden gespeeld, W: wedstrijden gewonnen, G: gelijke spelen, V: wedstrijden verloren, +: gescoorde doelpunten, -: doelpunten tegen, DS: doelsaldo, Ptn: totaal punten
 K: kampioen en promotie, D: degradatie

## Promoverende teams
De drie reekswinnaars promoveerden naar Eerste Afdeling 1929-30 op het eind van het seizoen:
- SK Roeselare (kampioen reeks A) promoveerde na 3 seizoenen in 3e nationale voor het eerst naar 2e nationale.
- R. Charleroi SC (kampioen reeks B) promoveerde na 4 seizoenen terug naar 2e nationale.
- Racing FC Montegnée (kampioen reeks C) promoveerde na 4 seizoenen terug naar 2e nationale.

## Degraderende teams
De drie laatste ploegen van elke reeks degradeerden naar de regionale afdelingen op het eind van het seizoen.
- ARA Termondoise (12e reeks A) degradeerde na 3 seizoenen in 3e nationale.
- Sint-Ignatius SC Antwerpen (voorlaatste reeks A) degradeerde na 2 seizoen in 3e nationale en 6 seizoenen in de nationale reeksen.
- RSC Méninois (laatste reeks A) degradeerde na 1 seizoen in 3e nationale.
- Jeunesse Arlonaise (12e reeks B) degradeerde na 3 seizoenen in 3e nationale.
- Ixelles SC (voorlaatste reeks B) degradeerde na 3 seizoenen in 3e nationale.
- Standard FC Bouillon (laatste reeks B) degradeerde na 1 seizoen in 3e nationale.
- Victoria FC Louvain (laatste testtoernooi degradatie reeks C) degradeerde na 3 seizoenen in 3e nationale.
- Sint-Truidensche VV (voorlaatste reeks C) degradeerde na 1 seizoen in 3e nationale.
- SC Louvain (laatste reeks C)  degradeerde na 1 seizoen in 3e nationale.